# Porcs espins

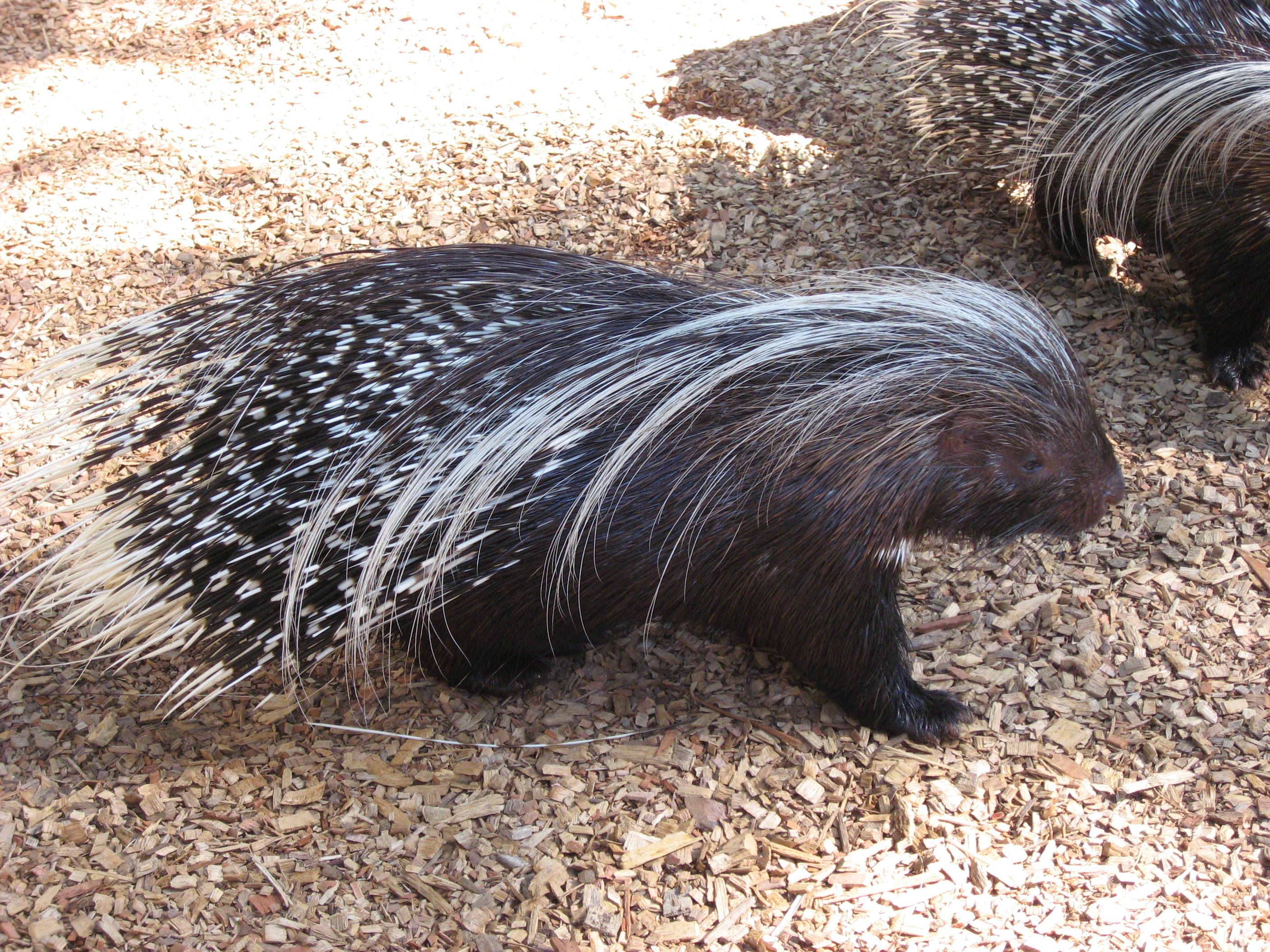
Porc espí crestat

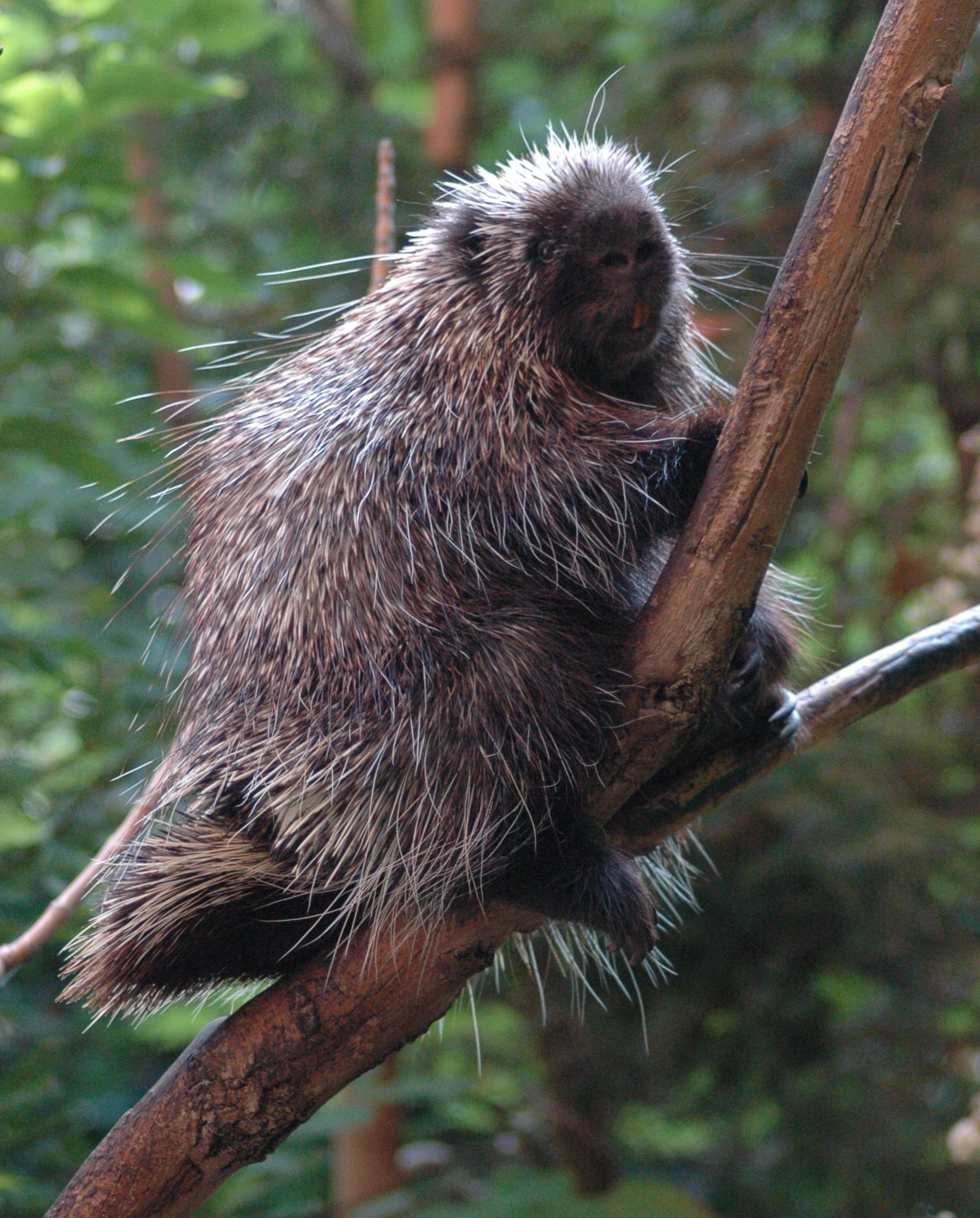
Porc espí del Nou Món

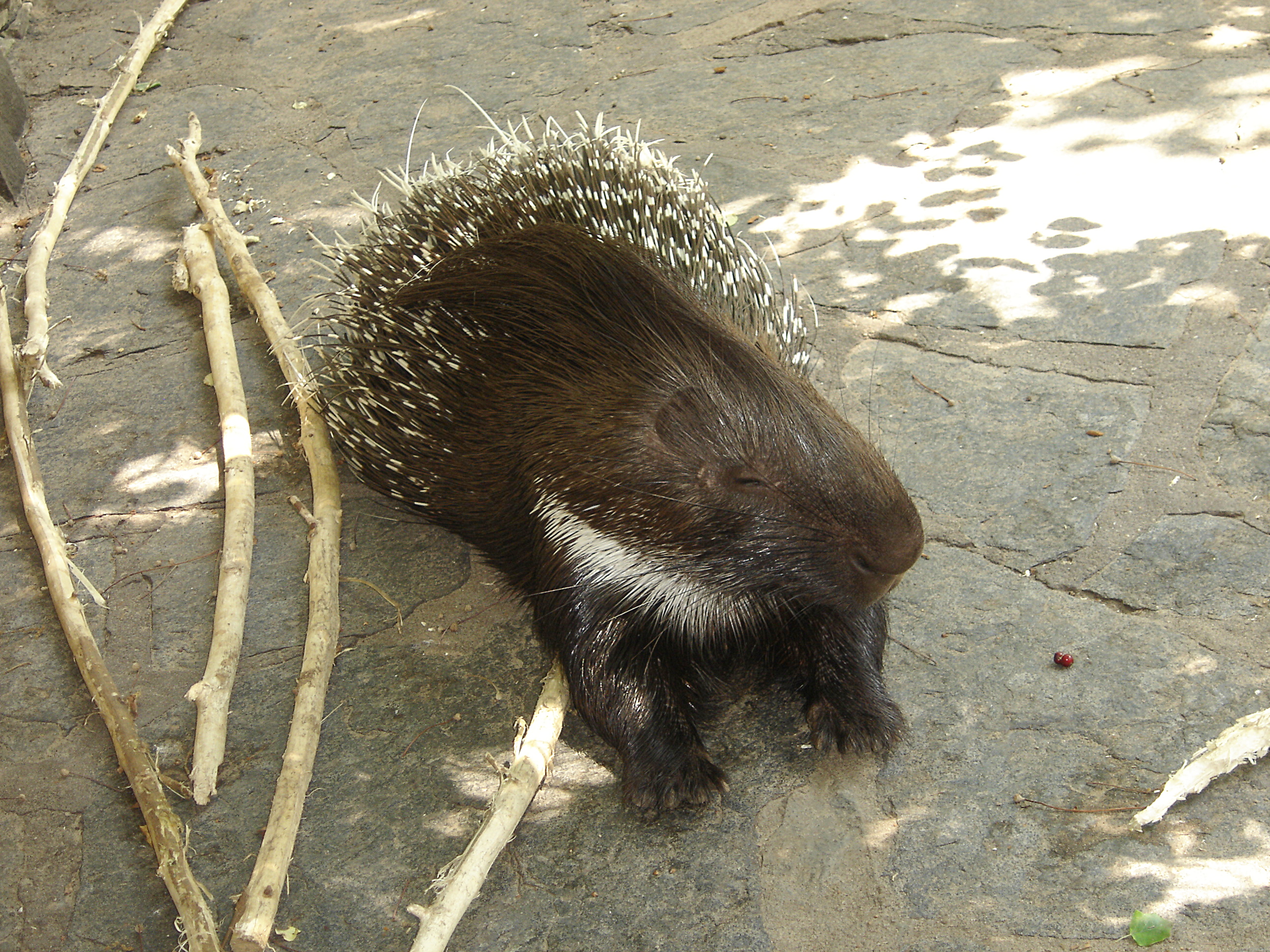
Porc espí del Vell Món

Els porcs espins són un grup de mamífers rosegadors. Es tracta d'un grup sense validesa taxonòmica: tot i que tots els porcs espins pertanyen al subordre dels histricomorfs, formen dues famílies diferents que no tenen un vincle particularment estret. El nom dels porcs espins prové de les característiques pues que els cobreixen la pell. Malgrat el nom, els porcs espins no tenen cap parentesc directe amb els porcs autèntics, que pertanyen al grup dels artiodàctils. No se'ls ha de confondre amb els eriçons, que tot i que també estan dotats d'espines, pertanyen a l'ordre dels eulipotifles.

## Classes de porc espí
Les dues famílies a les quals pertanyen els porcs espins es corresponen amb els dos tipus geogràfics:

### Porc espí del Vell Món
→ Llegiu l'article principal sobre Porc espí del Vell Món.

Viu al sud d'Europa, gran part de l'Àfrica, l'Índia i la Insulíndia, a l'est fins a Borneo.

### Porc espí del Nou Món
→ Llegiu l'article principal sobre Porc espí del Nou Món.

Viu en boscos i regions boscoses de Nord-amèrica i el nord de Sud-amèrica.

## Les pues
Les pues que identifiquen els porcs espins prenen diverses formes segons les espècies, però en totes són pèls modificats coberts de gruixudes plaques de queratina, i estan introduïdes a la musculatura de la pell. Les pues es poden amollar per contacte amb elles, o poden saltar quan el porc espí sacseja el seu cos, però no les poden «disparar» contra possibles atacants, al contrari de la creença popular.

## Gestació i naixement
La gestació dura dos mesos i normalment neix una sola cria, de vegades dues, amb les punxes toves i flexibles, però que en deu dies adquireix la seva consistència definitiva.